# 練習曲作品4 (シマノフスキ)
4つの練習曲 作品4（ポーランド語: Cztery etiudy op. 4）は、カロル・シマノフスキが1902年に作曲したピアノのための練習曲。

## 概要
1900年から1902年にかけて作曲され、シマノフスキの親戚であるナタリア・ネイガウスに献呈された。《9つの前奏曲 作品1》よりも規模が大きく、ジグムント・ノスコフスキのもとでの対位法の学習の成果が反映されている。
1906年2月6日に行われた若きポーランドの第1回コンサートで初演された。演者はナタリア・ネイガウス。
第3番は、イグナツィ・パデレフスキが愛奏したためシマノフスキの初期の作品の中で最も有名である。シマノフスキは友人の指揮者グジェゴシュ・フィテルベルクに宛てた1910年11月13日付の手紙の中で、パデレフスキが「まだ若い年齢なのに自分の第九を作曲したとは、なんと不運なことか！」と語ったと綴っている。のちにフィテルベルクは、この第3番をオーケストラ版に編曲した。

## 曲の構成

### 第1番
アレグロ・モデラート。変ホ短調。
調性のある憂鬱な主題に始まり、作品全体を通じて展開されていく。右手の平行6度にヨハネス・ブラームスの影響が見てとれる。クライマックスにはフランツ・リスト風の仰々しい身ぶりも見られる。

### 第2番
アレグロ・モルト、レッジェーロ・エ・ヴェローチェ。変ト長調。
右手のパートが8分の6拍子、左手のパートが4分の2拍子のポリリズムによる軽快な曲で、フレデリック・ショパンの《練習曲 作品10 第10番》を彷彿とさせる。冒頭では変ト長調とト長調が1小節おきに入れかわる。

### 第3番
アンダンテ、イン・モド・ドゥナ・カンツォーネ。変ロ短調。
叙情的で哀愁を帯びた美しい旋律と、緊張感のあるダイナミクスが特徴的な作品。この曲に頻出する増6の和音からアレクサンドル・スクリャービンの《練習曲 作品8 第11番》の影響を指摘する意見もある。

### 第4番
アレグロ・マ・ノン・トロッポ、アフェトゥオーソ・エ・ルバート。ハ長調。
《9つの前奏曲 作品1 第6番》と同様に、リヒャルト・ワーグナーを思わせる半音階的和声や転調、複雑なリズムによる情熱的な曲である。「愛情を込めて（伊: affettuoso）」「熱烈に愛して（伊: ardende amoroso）」などという指示がふんだんに書きつけられており、灼熱な恋愛感情を反映しているものであるとの指摘もある。

## 主な録音
- ヴィトルト・マウツジンスキ（Muza（英語版）、1959年[注 2][8]）
- マーティン・ジョーンズ（Argo（英語版）、1972年[8]）
- キャロル・ローゼンバーガー（英語版）（Delos（英語版）、1973年[8]）
- アンジュジェイ・ステファンスキ（ポーランド語版）（Wifon（ポーランド語版）、1978年 - 1981年[8]）
- マリー＝カトリーヌ・ジロー（英語版）（Solstice（フランス語版）、1983年[8]）